# ديفيد ولف
ديفيد ولف (بالإنجليزية: David Wolfe)‏ هو ممثل أمريكي، ولد في 1 مارس 1915، وتوفي في 23 سبتمبر 1994.

## وصلات خارجية
- ديفيد ولف على موقع IMDb (الإنجليزية)
- ديفيد ولف على موقع قاعدة بيانات برودواي على الإنترنت (الإنجليزية)
- ديفيد ولف على موقع قاعدة بيانات الفيلم (الإنجليزية)